# Rinzia longifolia
Rinzia longifolia är en myrtenväxtart som beskrevs av Porphir Kiril Nicolai Stepanowitsch Turczaninow. Rinzia longifolia ingår i släktet Rinzia och familjen myrtenväxter. Inga underarter finns listade i Catalogue of Life.